# Nombre sphénique

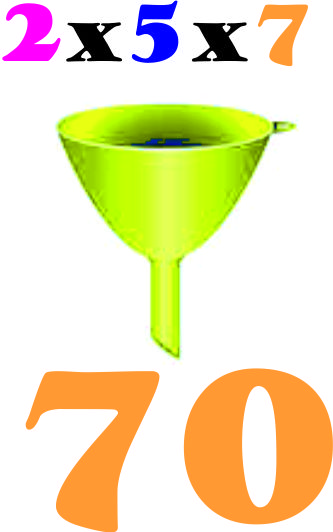
70 est un nombre sphénique.

Un nombre sphénique est un entier strictement positif qui est le produit de trois facteurs premiers distincts. 
La définition exige que chacun des trois facteurs premiers ne soit exprimé qu'une seule fois ;  par exemple {\displaystyle 60=2^{2}\times 3\times 5\,} possède bien 3 facteurs premiers, mais n'est pas sphénique car le facteur 2 y est deux fois.
Tous les nombres sphéniques ont exactement huit diviseurs. Si nous exprimons un nombre sphénique sous la forme {\displaystyle n=p\times q\times r}, où p, q et r sont des nombres premiers distincts, alors l'ensemble de ses diviseurs est :
{\displaystyle \left\{1,\ p,\ q,\ r,\ pq,\ pr,\ qr,\ n\right\}}.
Par définition, tous les nombres sphéniques sont des entiers sans facteur carré. L'image d'un nombre sphénique par la fonction de Möbius vaut −1.
Les dix premiers nombres sphéniques (suite A007304 de l'OEIS) sont : 30, 42, 66, 70, 78, 102, 105, 110, 114 et 130.
Les deux premiers nombres sphéniques consécutifs sont 230 = 2 × 5 × 23 et 231 = 3 × 7 × 11. 
Les trois premiers sont 1309 = 7 × 11 × 17, 1310 = 2 × 5 × 131 et 1311 = 3 × 19 × 23. 
Il est impossible d'avoir quatre nombres sphéniques consécutifs, puisque sur quatre entiers strictement positifs consécutifs, il y en a un divisible par 4 = 2 × 2 : cet entier ne sera donc pas sans facteur carré.
En décembre 2018, le plus grand nombre sphénique connu est (282 589 933 − 1) × (277 232 917 − 1) × (274 207 281 − 1), puisque c'est le produit des trois plus grands nombres premiers connus.